# Marcin Amor Tarnowski

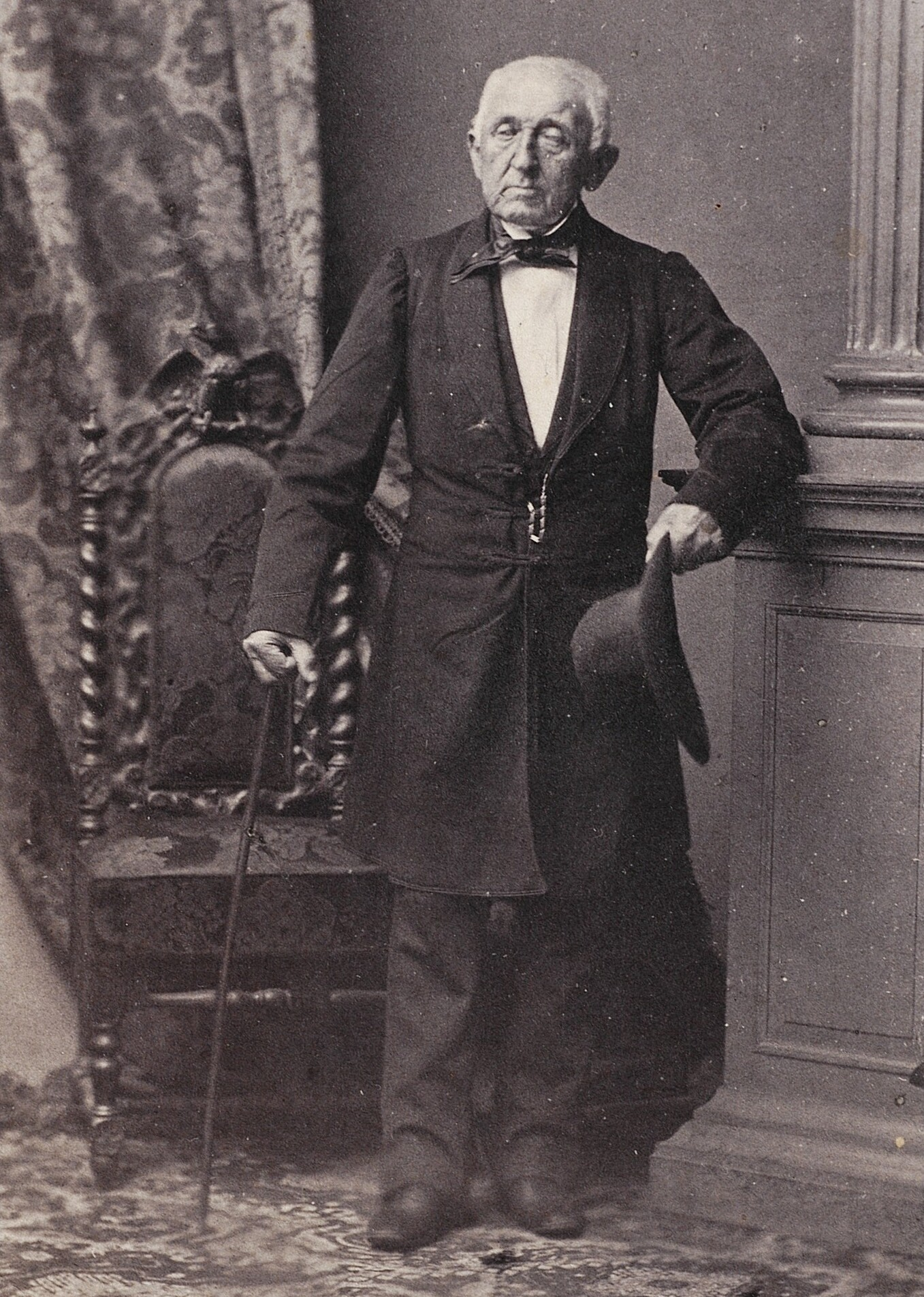
Marcin Tarnowski, [ante 1862 r.

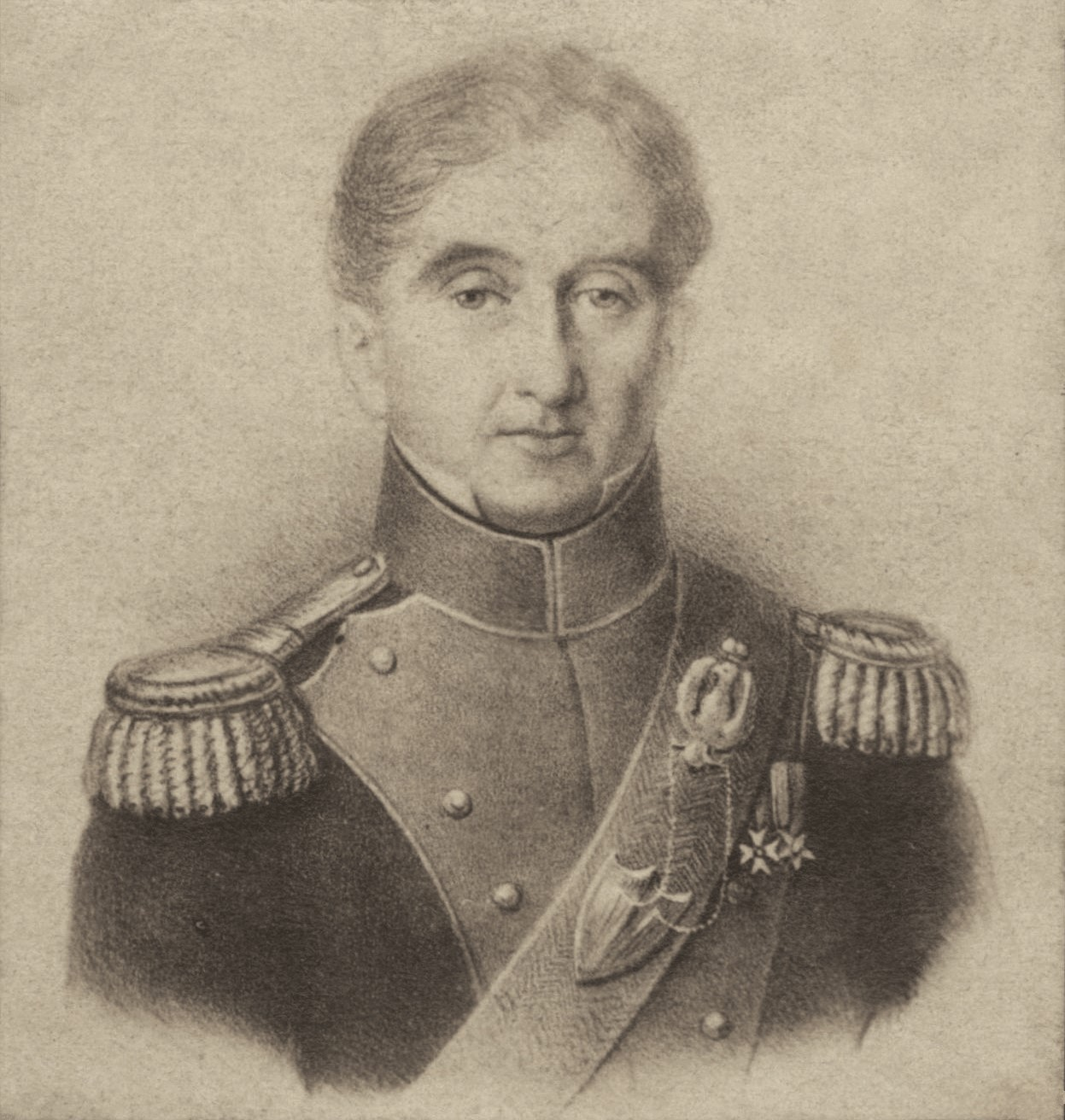
Portret płk Marcina Tarnowskiego wykonany w okresie napoleońskim przez nieznanego autora.

Marcin Amor Tarnowski herbu Leliwa (ur. 17 listopada 1778 w Kozinie, zm. 22 listopada 1862 w Zatorze) – hrabia, polski dowódca wojskowy, powstaniec kościuszkowski, dowódca napoleoński, kawaler orderów Virtuti Militari, Legii Honorowej i Obojga Sycylii, Marszałek szlachty powiatu krzemienieckiego.
Urodzony w zamku w Kozinie w powiecie dubieńskim, syn Jana Amora Tarnowskiego, kasztelana konarskiego łęczyckiego, gen. wojsk koronnych i Tekli Grabianki z Pankracewic h. Leszczyc (1740-1805) – starościanki winnickiej.
Służbę wojskową rozpoczął jako szesnastoletni adiutant Tomasza Wawrzeckiego podczas insurekcji kościuszkowskiej 1794 r. Latem wziął udział w walkach w obronie Warszawy, stawał też przeciw wojskom Suworowa podczas słynnego szturmu Pragi.
W walkach epoki napoleońskiej wziął udział w roku 1809 podczas wojny polsko-austriackiej.
W czerwcu 1809 stanął na czele powstańczego oddziału konnego na Podolu. W czerwcu 1809 lub, jak podają inne źródła, 2 lipca przyprowadził do Tarnopola (do szefa Piotra Strzyżewskiego) 200-konny oddział jazdy i oddziały piesze z cyrkułów Stryjskiego i Samborskiego.
Wziął udział w walkach pod Tarnopolem, Wieniawką, Grzymałowem, Chorostkowem, Brzeżanami, Adamówką i Zaleszczykami, gdzie doszło do bitwy przeciw gen. Bickingowi w dniu 18 czerwca 1809 r. i Mariampolem.
Od 1 października 1809 dowódca 7 Pułku Jazdy Galicyjsko-Francuskiej, sformowanego kosztem Tarnowskiego i zebranych przez niego „zasiłków” od mieszkańców Podola, który od 28 grudnia 1809 włączono do wojsk Księstwa Warszawskiego jako 16 Pułk Ułanów Księstwa Warszawskiego. Na miasto garnizonowe dla tego pułku wyznaczył Lublin.
Kampanię 1812 rozpoczął wraz ze swym pułkiem w ramach IV korpusu jazdy odwodowej gen. Latour-Maubourga. Pułk pierwszy raz walczył w bitwie pod Mirem, gdzie po 40 razy nacierał na nieprzyjaciela i okrył się chwałą.
Tarnowski bił się też pod Rohaczowem, Smoleńskiem, Dubrownem, Możajskiem, Kaługą i Borysowem. Wziął również udział w kampanii 1813 r. walcząc pod Hellensdorfem, Königsteinem, Berggieshϋbel i Peterswelde, Pirną, Sere i Dreznem. dwa razy ranny.
Po kapitulacji Drezna, a wbrew warunkom tejże trafił do niewoli (8 listopada), pozostając formalnie dowódcą pułku. Podczas służby w wojsku Księstwa Warszawskiego był Tarnowski dwukrotnie ranny. W armii Królestwa Polskiego od 20 stycznia 1815 dowodził 3 Pułkiem Strzelców Konnych Królestwa Polskiego. Nie chciał jednak kontynuować służby. Urlopowany we wrześniu 1815, dymisjonowany 9 grudnia 1815.
Osiadł na Wołyniu, gdzie podjął działalność w Towarzystwie Patriotycznym. Od 1821 roku stał na czele jego prowincji wołyńskiej, jako jej prezes, nadto był wiceprezydentem komitetu centralnego dla prowincji kijowskiej, podolskiej i wołyńskiej, którego formalnym prezydentem był Aleksander Prozor, faktycznie nad całością czuwał, trochę samorzutnie, a trochę z racji poważania jakie miał wśród tamtejszej szlachty polskiej Marcin Tarnowski, wiedział o kontaktach emisariuszy Towarzystwa z dekabrystami. Aresztowany został w 1826 r. w ramach represji przeciwko dekabrystom, przewożony kilkakrotnie między więzieniami Warszawy i Petersburga (tu siedział w twierdzy pietropawłowskiej). W więzieniu próbował popełnić samobójstwo (1827); jego żona Zofia Tarnowska popadła w obłęd. Ostatecznie skazany na miesiąc twierdzy i rok dozoru policyjnego. W 1829 r. powrócił na Wołyń; W przededniu powstania listopadowego w 1831 r. wywieziony ponownie w głąb Rosji, przebywał na zesłaniu w Kursku. Uwolniony po kilku latach, osiadł w swym pałacu Podbereżce (zniszczonego w I wojnie światowej), we wsi Bereżce (Великі Бережци) koło Krzemieńca na Ukrainie, gdzie zgromadził bogatą kolekcję militariów i pamiątek rodzinnych. W r. 1854 wsparł planami i dotacją stronnictwo którego kierownikiem był ks. Adam Jerzy Czartoryski. Został marszałkiem szlachty pow. krzemienieckiego. Doń, jako do superarbitra, odwoływano się od wyroków sądów polubownych nie tylko na Wołyniu ale w całej prowincji. Niedługo przed śmiercią przyjechał do Krakowa. Zmarł 21 albo 22 listopada 1862 r.
Pochowany został na krakowskim cmentarzu Rakowickim (pas 6, płn.-wsch.). Na tablicy nagrobnej widnieje data śmierci i miejsce: 21 listopada 1862 Kraków.

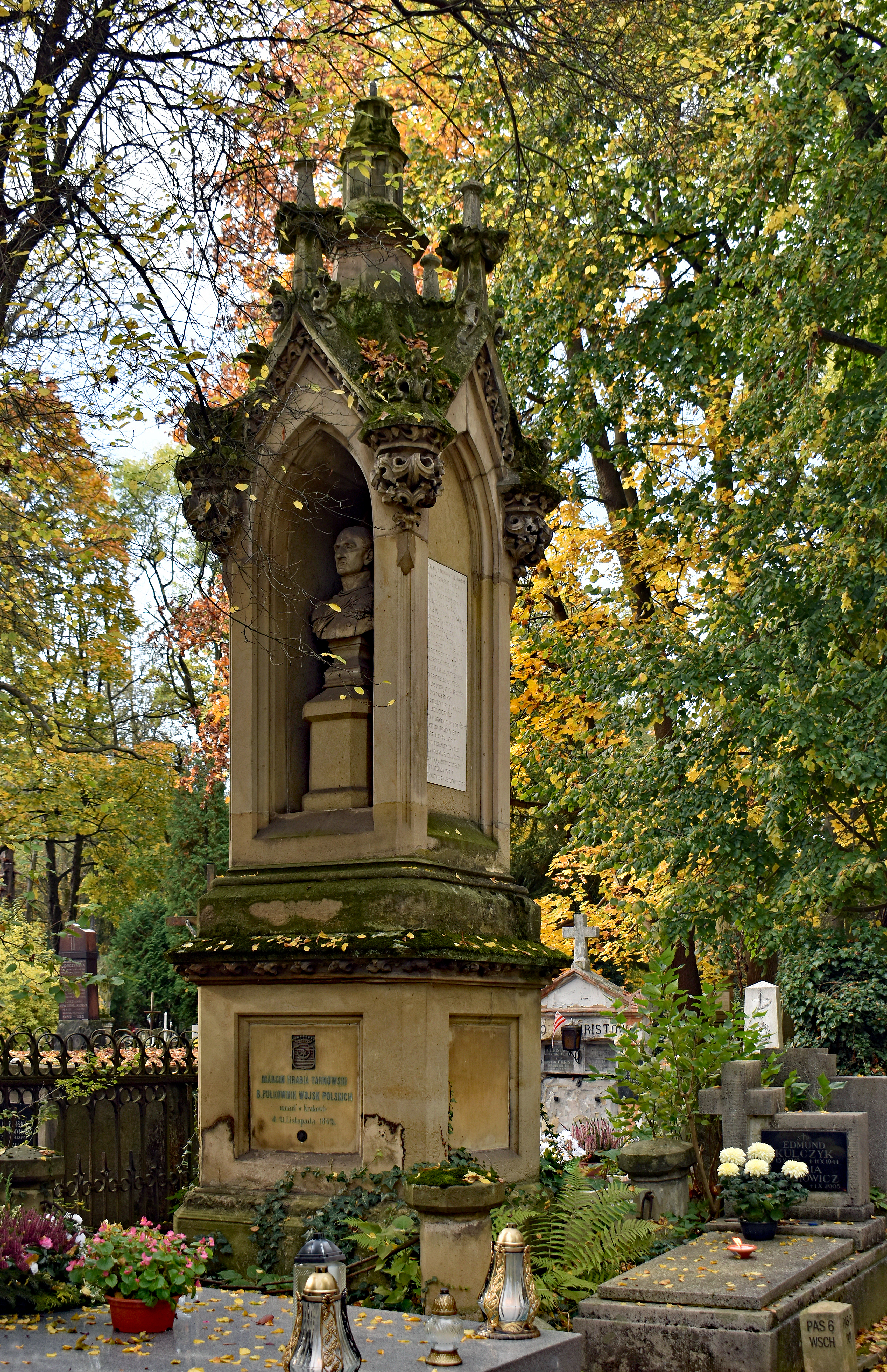
Cmentarz Rakowicki.
Grób Marcina Tarnowskiego.

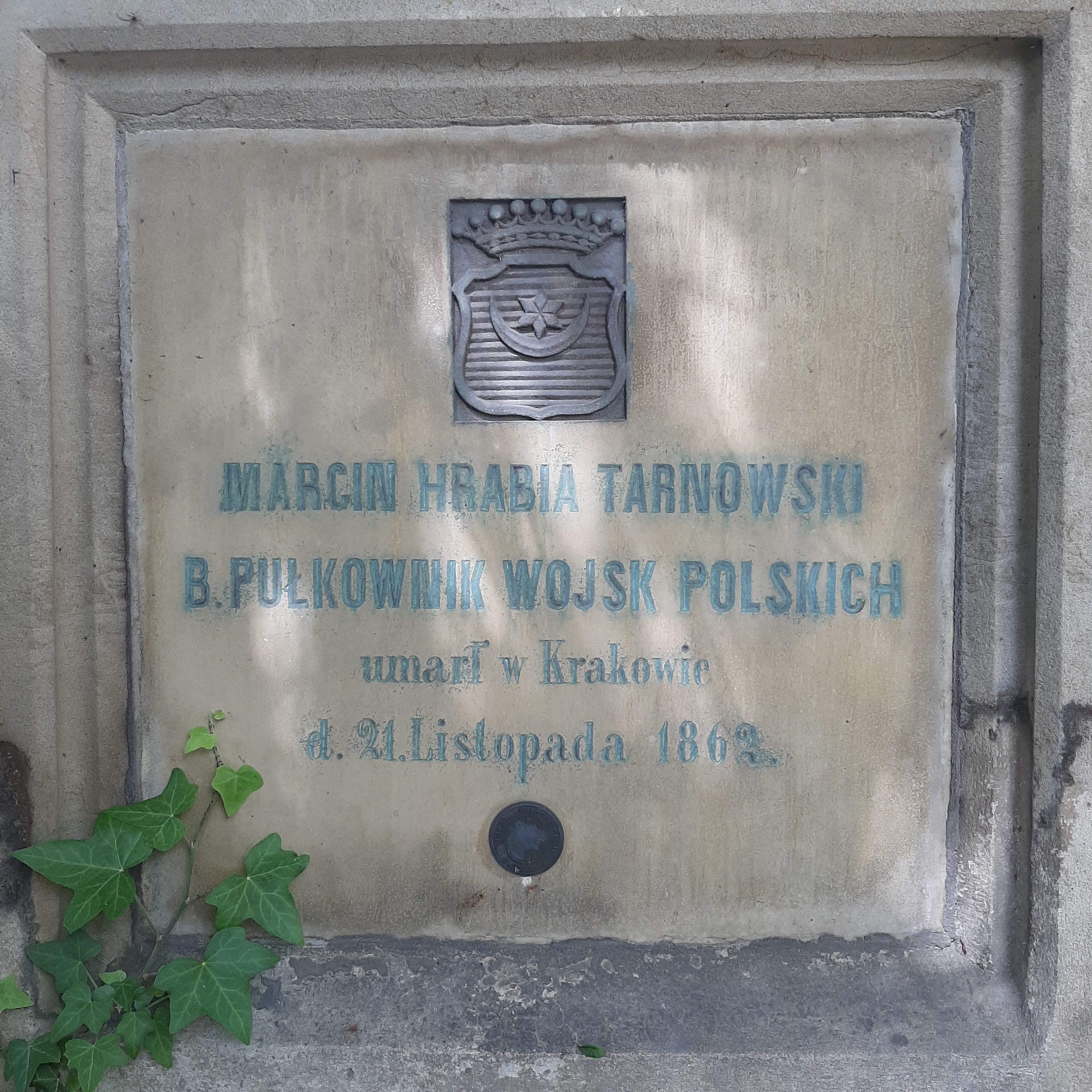
Napis na grobie płka Marcina Tarnowskiego na cmentarzu Rakowickim